# Atlàntida (Falla)
Atlàntida és una cantata escènica del compositor andalús Manuel de Falla sobre el poema èpic L'Atlàntida, de Jacint Verdaguer. Manuel de Falla la va deixar inacabada a la seua mort, l'any 1946, i va ser finalitzada pel seu deixeble, el compositor madrileny Ernesto Halffter. Va ser estrenada el 18 de juny de 1962 a La Scala de Milà, sota la direcció musical de Thomas Schippers i escènica de Margarete Wallmann, tot i que l'any anterior se n'havia produït l'estrena en versió de concert a Barcelona, sota la direcció d'Eduard Toldrà i la participació de Victòria dels Àngels i Raimon Torres.

## Història

### Gènesi

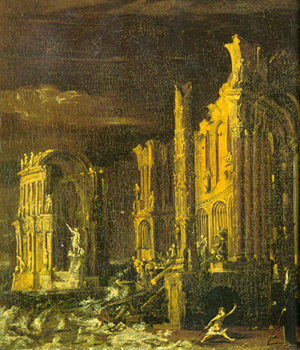
L'enfonsament de l'Atlàntida segons Monsù Desiderio (inicis del Segle XVII. A la Segona Part de la cantata escènica Atlàntida es narra com el continent perdut, per càstig diví, és engolit per les aigües de l'oceà Atlàntic.

La història d'Atlàntida comença l'any 1926, en què Manuel de Falla decidí compondre una obra sobre la gesta de Cristòfor Colom i el descobriment d'Amèrica, en col·laboració amb el pintor Josep Maria Sert. Va demanar un llibret a Paul Claudel, qui el va enllestir i lliurar a Falla. No obstant al mestre gadità no li va agradar el text, i de moment va desestimar el projecte. Va ser l'empresari català Joan Gisbert i Padró, melòman i amic de Falla, qui li va proposar el tema de L'Atlàntida de Mossèn Jacint Verdaguer, arran d'un viatge en tren que van fer plegats a Zúric al juny de 1926, proporcionant-li'n un exemplar a finals de 1927. En declaracions a la Gaceta ilustrada, Gisbert va fer aquesta narració dels fets «LLavors va ser quan vaig suggerir al meu amic que fes L'Atlàntida, el magne poema de mossèn Jacint Verdaguer. Don Manuel no coneixia el llibre; […] li vaig prometre enviar-li un exemplar en català [...]. Com Falla no coneixia tampoc el català, va accedir al meu propòsit d'enviar-li, a més a més, un diccionari». Ben aviat, Falla va entusiasmar-se amb el text, i el mateix any va declarar a un periodista del diari Ahora de Madrid: «Atlàntida és l'obra en què he posat un major entusiasme. Desitjaria tenir salut per a poder acabar-la. Serà bastant complexa, i hi he respectat el text de Verdaguer, no només per la pregona admiració que el poeta català mereix, sinó perquè Atlàntida existia dintre meu des dels anys de la infantesa. A Cadis, la meua ciutat natal, albirava l'Atlàntic a través de les Columnes d'Hèrcules i la meua imaginació volava vers el més bell jardí de les Hespèrides». Malgrat els problemes de salut, dels quals Falla semblava ser ben conscient, i que va manifestar com una preocupació premonitòria del que havia de succeir amb l'elaboració de tan vast projecte, la seua idea inicial va ser tenir enllestida la cantata per a l'any 1929, i així poder estrenar-la a l'Exposició Iberoamericana de Sevilla o a l'Exposició Internacional de Barcelona

### Dues dècades de composició
S'inicia així un període de gairebé vint anys de composició, avançant «a peu coix», tal com al mateix Falla li agradava dir. La dilatació en el temps de composició va ser deguda als esdeveniments bèl·lics que van concloure amb l'exili de Falla i a la seua precària salut. Tot i que l'any 1928 ja hi havia fragments completament finalitzats, la tasca es va anar endarrerint i complicant. La inicial intenció de ser fidel al text de Verdaguer va anar cedint a una major intervenció de Falla en el text: va incorporar-hi algun fragment del poema Colom, del mateix Verdaguer; algunes cites de Sèneca, una Salve en castellà i fragments de la litúrgia llatina. Respecte a l'estructura del text de Verdaguer, va eliminar-ne la introducció i va posar en boca de diferents personatges la narració de l'esfondrament de l'Atlàntida (parts I i II del llibret), que en l'obra de Verdaguer són narrats per un ermità a un nàufrag que resulta ser Cristòfor Colom. Per a assolir la unió perfecta de text i música, Falla va dedicar-se a l'estudi del català, la llengua dels seus avantpassats.
Malgrat l'obscuritat en què romanen la vida i l'activitat de Falla en el seu exili d'Alta Gracia, a l'Argentina, se sap que —llevat d'algunes interrupcions per a treballar en obres de menor envergadura— va continuar treballant-hi fins a la seua mort. En una carta a Ernesto Halffter datada el 10 d'abril de 1946 (set mesos abans de la seua mort) Falla afirma «"[…] creuria faltar a un greu deure de consciència si abandonara la composició i no fera l'impossible -com sol dir-se- per acabar aquesta pobra Atlàntida».

Barcelona
Granada
Sevilla
Cadis

Barcelona, Granada, Sevilla i Cadis, ciutats dedicatàries d'Atlàntida per voluntat del compositor

### La intervenció de Halffter
Amb la mort de Falla, l'any 1946, l'avanç compositiu era parcial i desequilibrat: el Pròleg acabat, i les parts I i III si bé no completes del tot, sí bastant elaborades i balacejades l'una respecte de l'altra. De la part II no hi havia més que indicacions fragmentàries i preliminars. La decisió sobre qui havia de ser l'encarregat de concloure l'obra no va ser difícil. Ernesto Halffter era l'únic músic a qui Falla havia reconegut diverses vegades, tant verbalment com per escrit, com a deixeble seu, i a ell se li va confiar la tasca de bastir una obra completa partint dels fragments que Falla havia deixat.
També el llibret estava incomplet, i Halffter va haver de recórrer a l'assessorament de José María Pemán i de Josep Maria de Sagarra, qui va revisar tot el text i va escriure la part del Joc de les Plèiades. Atès que la part segona era la menys elaborada, Halffter, en un intent d'encabir tot el material esbossat, va donar forma a una secció massa llarga que no s'adia amb la major brevetat i concisió de les parts extremes. Amb aquesta configuració es va estrenar l'obra, en versio de concert, al Gran Teatre del Liceu de Barcelona el 24 de novembre de 1961. La versió escènica es va estrenar a La Scala de Milà el 18 de juny de 1962, i el mateix any es va representar a l'Òpera de Berlín, amb direcció musical d'Eugen Jochum i direcció escènica de Franco Zeffirelli; l'any 1963 es va estrenar al Teatro Colón de Buenos Aires, sota la direcció de Juan José Castro. L'expectació fou enorme, no debades es tractava de l'obra pòstuma d'un dels més importants mestres de les primeries del Segle XX, tot i que com va manifestar Federico Sopeña l'any 1958 «Quan s'estrenarà ens farà encara més llàstima que no haja sortit al seu temps, sobretot si respon a la línia que esperem [...]. Crec això no obstant, que no hi ha pitjor perspectiva per a una obra que la d'estrenar-se amb tants anys de retard». La directora d'escena, Margarete Wallmann, va definir l'estrena com «l'esdeveniment musical més important des del Wozzeck d'Alban Berg» mentre que el director musical Thomas Schippers, dirigint-se al públic i enlairant la partitura en la seua mà va proclamar «el triomf de la vertadera música sobre el soroll dodecafònic».
No obstant això, Halffter no va quedar satisfet amb la segona part de la cantata, massa llarga i contrastada amb la resta de la música, més fidel a l'esperit inicial de la concepció de Falla. Durant anys es va dedicar a modificar aquesta part, en la que hi havia introduït més música original de la seua mà. El resultat va ser una nova versió, més curta i equilibrada, que va ser estrenada al Festival de Lucerna per Jesús López Cobos el 9 de setembre de 1976. Aquesta "versió de Lucerna" és la que avui dia se sol interpretar. Primera representació al Teatre Colón de Buenos Aires, en idioma original el 3 de Maig de 1963.

### Personatges
| Personatge            | Veu          | Repartiment de l'estrena a La Scala de Milà, 1962 |
| --------------------- | ------------ | ------------------------------------------------- |
| Corifeu               | baríton      | Lino Puglisi                                      |
| Reina Pirene          | mezzosoprano | Giulietta Simionato                               |
| Reina Isabel          | soprano      | Teresa Stratas                                    |
| Gerió el Tricèfal I   | tenor        | Pier Francesco Poli                               |
| Gerió el Tricèfal II  | tenor        | Piero de Palma                                    |
| Gerió el Tricèfal III | baríton      | Sergio Pezzetti                                   |
| Maia                  | soprano      |                                                   |
| Aretusa               | soprano      |                                                   |
| Caleno                | mezzosoprano |                                                   |
| Eriteia               | soprano      |                                                   |
| Electra               | mezzosoprano |                                                   |
| Esperetusa            | mezzosoprano |                                                   |
| Alcíone               | contralt     |                                                   |
| Dama de la cort       | mezzosoprano |                                                   |
| Un infant             | veu blanca   |                                                   |
| Un patge              | veu blanca   |                                                   |

### Argument
Atlàntida tracta els temes del càstig i la destrucció per una banda, i del perdó i la creació per altra. Els personatges actuen com a símbols o instruments de la divinitat. Dos personatges importants, Alcides (Hèrcules) i Cristòfor Colom, apareixen com a elements de la narració, sense part cantada.
El llibret està construït amb fragments del llarg poema de Verdaguer i, per tant, és difícil d'entendre si no es coneix completament aquest. En la següent sinopsi es recull la línia argumental bàsica, introduint-hi detalls que no s'expliciten en el llibret però que són necessaris per comprendre'n el sentit.

#### Pròleg
El corifeu evoca la desaparició de l'Atlàntida per designi diví. Malgrat l'hecatombe, sorgeix l'esperança en l'extrem més occidental d'Europa, on una nova nació —Espanya— està cridada a aconseguir la redempció amb la gesta de la cristianització d'Amèrica. Un cor entona l'Hymnus hispanicus.

#### Part I:L'incendi dels Pirineus
Alcides troba a Pirene a punt de morir. Aquesta li conta que, com a filla de Túbal és la reina d'Hispània, però que ha estat foragitada dels seus dominis per Gerió, qui també ha provocat un incendi a les muntanyes. En morir Pirene, Alcides li alça un mausoleu de roques, allargant així els Pirineus fins a la mar Mediterrània i separant Hispània de la Gàl·lia. Alcides davalla a la costa i, en veure una barca, promet fundar-hi una ciutat que «per la terra esbombi lluminosa d'aquella barca el nom». La primera part conclou amb el Càntic a Barcelona, «la filla gegant d'Alcides».

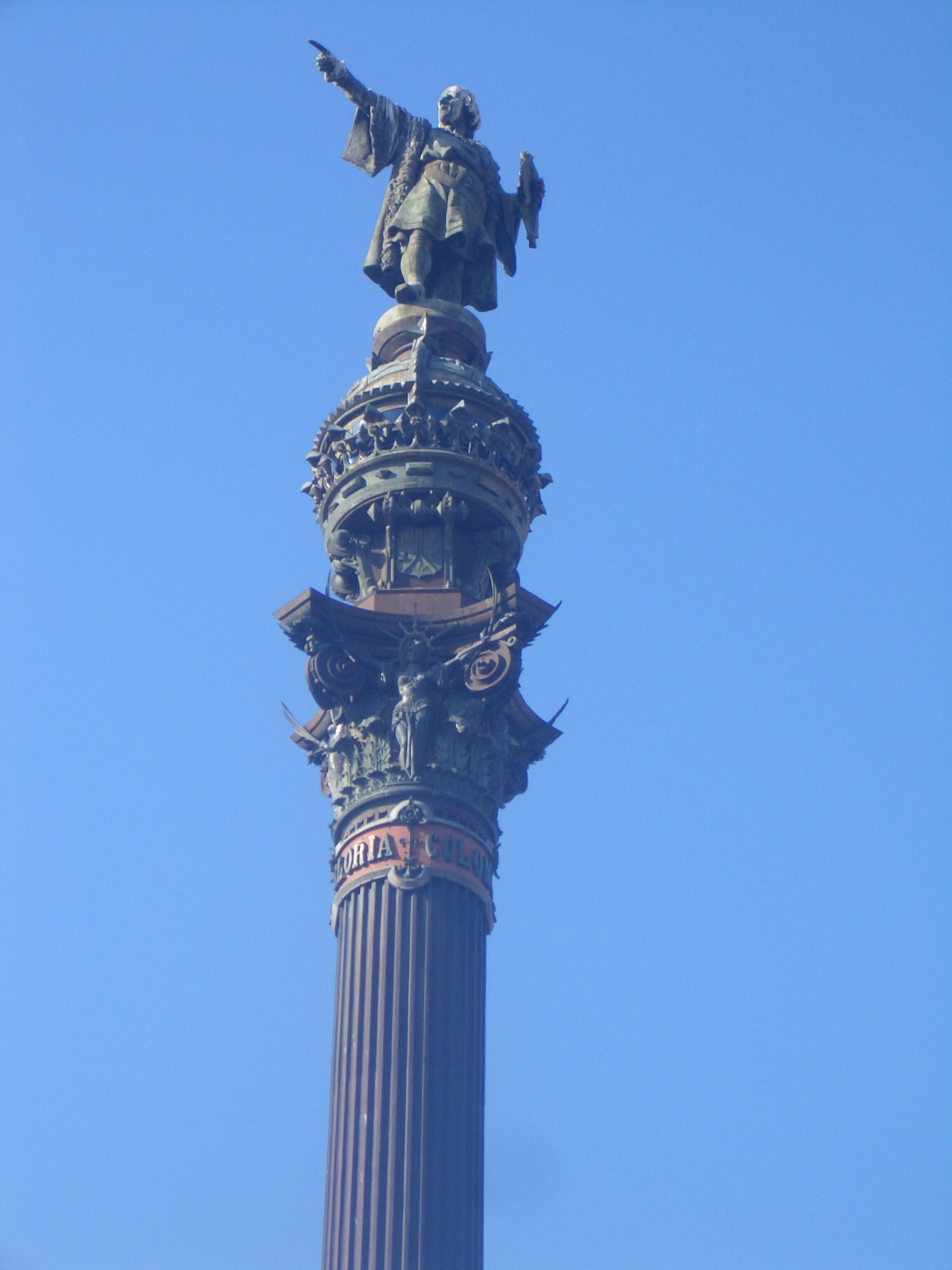
Monument a Cristòfor Colom a Barcelona. Tant a l'obra de Verdaguer com a la cantata de Falla, Colom és un instrument diví per a la redempció, a través del descobriment i l'evangelització d'Amèrica

#### Part II:Alcides i Gerió el Tricèfal
Alcides viatja al llarg de la costa mediterrània fins a Gades, amb el propòsit de matar Gerió. Aquest, per a desfer-se de l'heroi li parla de l'existència de l'Atlàntida, la corona de la qual pot conquerir fàcilment si és capaç d'agafar una branca del taronger que hi ha al Jardí de les Hespèrides. Però amb aquesta indicació, Gerió ha volgut posar un parany a Alcides, perquè sap que el mític taronger està vigilat per un terrible drac.
El continent de l'Atlàntida, amb les seues riqueses i meravelles és presentat pel cor en el Càntic a l'Atlàntida.
Alcides arriba al Jardí, on les Plèiades juguen tranquil·les i alegres entre l'arbreda. Amb un colp de maça dona mort al drac. Les plèiades lamenten la sort de l'Atlàntida, perquè segons la profecia del rei Atles, la profanació del Jardí de les Hespèrides serà el preàmbul de la destrucció de l'Atlàntida.
Les veus missatgeres anuncien l'arribada de l'irat Déu, que condemna l'Atlàntida a la destrucció pels seus pecats.

#### Part III:El pelegrí
La tercera part s'obre amb un cor que entona els versos llatins de la Medea de Sèneca, on hom ha vist una profecia del descobriment d'Amèrica:
| Venient annis saecula seris quibus Oceanus vincula rerum laxet, et ingens pateat tellus Tethysque novos detegat orbes nec sit terris ultima Thule | Vindran segles en els anys futurs en què l'oceà eixamplarà els límits de les coses i una enorme terra es manifestarà i la deessa Tetis descobrirà nous mons i l'illa de Thule ja no serà l'última de la terra |

La reina Isabel la Catòlica narra el somni que ha tingut: un colom li pren l'anell de prometatge i se l'enduu volant mar enllà. Després el deixa caure, i just en el lloc on ha caigut, enmig de la mar, sorgeixen illes en flor. Isabel ho interpreta com un signe diví del pròxim descobriment de les Amèriques. Lliura les seues joies a Cristòfor Colom per contribuir a la gesta del descobriment.
Les tres naus de Colom es dirigeixen vers les Índies, mentre els homes entonen a bord una Salve marinera (en castellà). L'obra conclou amb el fragment La nit suprema, una pregària en llatí a càrrec del cor.

### Música
| « | No sona a Falla! Aquest no és el món sonor a què ens té acostumats Falla. No és el Falla de El amor brujo ! Però, ¿és el Falla de El amor brujo el mateix que el de l'Homenatge a Debussy o el de Noches en los jardines de España o el del Concerto...? ¿Coneixem alguna obra de Falla que repeteixi el mateix plantejament conceptual d'alguna de les seves obres anteriors? ¿Existeix algun ideal estètic comú a tota la seva producció? (Edmon Colomer) | » |

En efecte, el primer que xoca en Atlàntida és el canvi estilístic de Falla respecte de la seua anterior producció, tant respecte de les seues obres neoclàssiques com de les andaluses. Tot i que a la data de l'estrena les seues aportacions, o innovacions, musicals ja estaven superades, la bellesa de l'obra ha captivat a grans músics i intel·lectuals. Igor Markèvitx i Claude Rostand la van situar entre les obres musicals més belles del Segle XX i Ernest Ansermet va dir que el Pròleg contenia «l'encadenament d'acords més bonic de tota la música contemporània». En aquest fragment, sorprèn la densitat sonora amb què Falla tracta de descriure la grandiositat i el caràcter inabastable de tot un continent condemnat a enfonsar-se i la gesta èpica que hi desencadenarà.
Les dues veus femenines fan la seua contribució per mitjà d'una ària: Jo moro aci!... en el cas de Pirene i el somni d'Isabel en el cas de la reina Catòlica, potser el fragment més conegut de l'obra i un dels més diàfans i colpidors. El somni... ve precedit d'una gallarda basada en una dansa antiga alemanya de Luis de Narváez, continguda en el Cancionero musical popular español, recopilat per Felip Pedrell, una de les fonts a les que Falla va recórrer més sovint per a les seues obres.
Atlàntida és una obra musical de dos autors, i això resulta ben evident. Les parts en què Halffter va intervenir més a fons destaquen per la seua paleta orquestral més acolorida, que contrasta amb l'austeritat dels passatges que Falla va deixar completament acabats. Malgrat que no va renunciar a la seua pròpia personalitat, Halffter hi va fer un treball respectuós amb l'obra del mestre, un treball que es va perllongar durant 15 anys, als que caldria afegir altres 15 entre l'estrena de la primera versió i la de la segona. Per a Colomer «La bella i singular factura cromàtica — tant si es refereix a la melodia, a l'harmonia o al timbre — de l'aportació halffteriana recorda Ravel, sense ocultar d'altres influències, com la de Stravinski.»
S'hi requereix un efectiu orquestral format per: 2 flautes (la segona doblada a piccolo), 2 oboès (el segon doblat a corn anglès), 2 fagots, 4 trompes, 4 trompetes, 3 trombons, tuba, percussió, 2 arpes, 2 pianos, instruments de corda, a més de cor i solistes.

## Enregistraments
- EMI-Odeon, 1978: Enriqueta Tarrés, Anna Ricci i Giraudo, Vicenç Sardinero, Escolanía de Nuestra Señora del Recuerdo, Cor i Orquestra Nacional d'Espanya, director Rafael Frühbeck de Burgos
- Auvidis Valois, 1993: Simon Estes, María Bayo, Teresa Berganza, Coral Universitat de les Illes Balears, Coro Polifónico Universitario de La Laguna, Orfeó Navarro Reverter, Orfeón Universitario Simón Bolívar, Petits Cantors de València, Jove Orquestra Nacional d'Espanya, director Edmon Colomer